# Manuel Bortuzzo
Manuel Mateo Bortuzzo (Trieste, 3 maggio 1999) è un nuotatore italiano.

## Carriera
Nel 2015 ha ottenuto il record italiano juniores nei 3000 metri, togliendo tale primato a Gregorio Paltrinieri. Nel febbraio 2019, fuori da un pub nella periferia sud di Roma, a causa di uno scambio di identità fu vittima di una sparatoria, che gli ha causato una lesione spinale che lo ha lasciato semi-paralizzato.
Torna in vasca subito dopo l'incidente, ma non sentendosi ancora pronto decide di prendersi una pausa dal nuoto. Al termine dei Giochi Paralimpici di Tokyo, riprenderà la carriera sportiva. La sua carriera paralimpica inizia ufficialmente nel novembre 2022, quando prende parte alla sua prima competizione italiana in vasca corta a Fabriano, conquistando un argento per categoria SB4. 
Nel maggio 2023 accede alla qualificazione per i mondiali di Manchester dell'agosto dello stesso anno. Entra ufficialmente a far parte della Nazionale Italiana di Nuoto Paralimpico il 26 maggio 2023. 
Ad aprile 2024 partecipa ai mondiali di nuoto a Funchal. A fine maggio 2024 realizza il record italiano nei 100 metri rana alla Coppa del Mondo di nuoto paralimpico a Berlino. Il mese successivo gareggia nella medesima specialità nel corso del 60° Trofeo Settecolli, ottenendo il primo posto.
Si qualifica ufficialmente per i Giochi paralimpici di Parigi nel luglio 2024 e il 2 settembre 2024 vince la medaglia di bronzo nei 100 metri rana SB4, siglando anche il record italiano.
Il 26 giugno 2025 al 61° Trofeo Settecolli, gareggia i 100 mt rana, ottenendo il terzo posto.

## Altre attività
Nel 2019 riceve il Premio simpatia.
Nel 2021 è protagonista del docufilm Ultima gara, ispirato alla sua vicenda e trasmesso su Canale 5 e partecipa al Grande Fratello VIP. La sua storia è stata raccontata anche nella fiction televisiva Rinascere andata in onda su Rai 1 nel 2022.
Nel luglio 2023 viene nominato presidente e testimonial del gruppo WoW Around the World per il biennio 2023-2025.
A giugno 2024 pubblica per Rizzoli Editore la sua autobiografia, Soli nella tempesta.
Il 13 settembre 2024 viene nominato Ambasciatore della Diplomazia dello Sport dal Ministro Antonio Tajani presso il Ministero degli Esteri e della Cooperazione Internazionale.
Dal 4 al 7 ottobre prende parte, in qualità di presidente, alla tappa a Darwin (AUS) del catamarano WoW guidato da Andrea Stella e del veliero Amerigo Vespucci. 
Ad ottobre 2024, vince la 10ª edizione del premio "Memo Geremia", con il suo libro Soli nella tempesta. 
Il 21 gennaio 2025 riceve il Premio Speciale Sportivo 2024 Stampa Estera dal Ministro dello Sport e dei giovani Andrea Abodi.

## Palmarès
- Giochi paralimpici

Parigi 2024: bronzo nei 100m rana SB4.